# Melchior d'Hondecoeter
Melchior d'Hondecoeter of de Hondecoeter (Utrecht, 1635/1636 – Amsterdam, 3 april 1695) was een Nederlands kunstschilder die zich destijds in de markt van stillevens en de natuurschildering als een van de eersten toelegde op het schilderen van allerhande vogels in een uitgekiende soms dramatische compositie.

## Leven

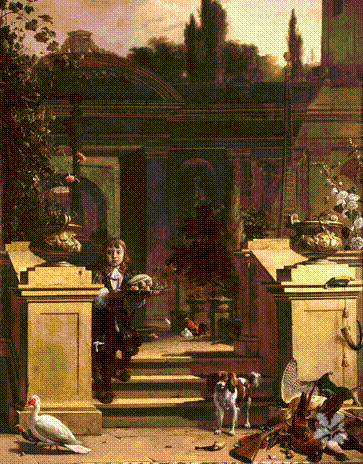
Een van de vier doeken in Belton House, Engeland. National Trust

Melchior was de zoon van Gijsbert de Hondecoeter, de kleinzoon van Gillis Claesz. de Hondecoeter, en een volle neef van Jan Weenix. D'Hondecoeter werd opgeleid door zijn vader en na diens dood in 1653 door zijn oom Jan Baptist Weenix. Hij verdiepte zich graag in religie en in de Bijbel. Arnold Houbraken, die het verhaal had opgetekend uit de mond van Jan Weenix, vermeldt dat D'Hondecoeter voor het slapen gaan altijd hardop bad. Dat deed hij met zoveel ernst en vervoering dat zijn moeder en oom in stilte aan de trap stonden te luisteren en twijfelden of hij nu tot schilder of tot predikant moest worden opgeleid.
D'Hondecoeter werd in 1659 in Den Haag, waar zijn zuster woonde, lid van het pas opgerichte schildersgenootschap  Pictura. In 1663 verhuisde hij naar Amsterdam, waar hij trouwde met Susanna Tradel, eveneens van Vlaamse afkomst. Hij woonde achtereenvolgens op de Lauriergracht, niet ver van Gerrit van Uylenburgh en Joan Huydecoper van Maarsseveen en op de Prinsengracht bij de Westermarkt. D'Hondecoeter had een bedilzuchtige vrouw; vanwege haar inwonende zusters bracht hij veel tijd door in de herberg en in zijn tuin aan de Lijnbaansgracht. In 1686 kocht hij een hofstede in Vreeland van een goudleermaker uit Amsterdam.
D'Hondecoeter stierf in het huis van zijn enige dochter Isabel in de Warmoesstraat en werd begraven in de Westerkerk. Zijn schoonzoon weigerde de erfenis, vanwege de mogelijke schulden. De inventaris bevatte bijna vijftig schilderijen, waaronder twee portretten door Michiel Angelo en zeven werken van Frans Snyders.
Houbraken vermeldt het verhaal dat D'Hondecoeter een haan had afgericht om die in verschillende poses te kunnen schilderen, maar volgens de boedelinventaris vermeld in  Bredius gebruikte hij een galgh om vogels op te zetten.
Op 3 april 1695 overleed Melchior d’Hondecoeter op 59-jarige leeftijd. Houbraken vermeldt hierover dat dichter Wilhem vander Hoeven een lofdicht over hem schreef waarin hij de titel ‘Fenix in zyn Konst' kreeg.

## Werk
D'Hondecoeter specialiseerde zich in afbeeldingen van vogels, vooral pluimvee en exotische vogels, afkomstig uit verschillende werelddelen, zittend op een balustrade of lopend in een park. Zijn werk heeft geen politieke of moralistische betekenis. Het creëren van een levendige voorstelling was mogelijk zijn belangrijkste doelstelling. Zijn werk is decoratief van aard: niet alleen ganzen (rotgans, nijlgans en roodhalsgans), kramsvogel, patrijs, duif, eend, grauwe gans, ekster, pauw, maar ook de Afrikaanse kroonkraan, Aziatische saruskraanvogel, Australische kleine geelkuifkaketoe en zelfs een Indonesische vrouwenlori en twee grijskopagapornissen uit Madagaskar bevolken Hondecoeters schilderijen. Een smient en een wintertaling, typische soorten voor de jacht, ontbreken niet in zijn werk. De kunstenaar kiest steevast voor mannetjesdieren met het mooiste verenkleed. Zijn zogenoemde vogelconcerten zijn in de trant van Snyders en Jan Brueghel de Oude. D'Hondecoeter was een succesvolle schilder, maar had ook te maken met concurrentie van zijn neef Jan Weenix, Dirk Valkenburg en Adriaen van Olen. Hij werkte vaak samen met andere schilders, die dan bijvoorbeeld planten aan zijn dierportretten toevoegden.
Zijn de taferelen aanvankelijk vrij eenvoudig, vanaf circa 1670 krijgt de entourage meer aandacht: omringende architectuur en parkaanleg. Om de grandeur te verhogen kiest d'Hondecoeter in plaats van een boerenerf als achtergrond, italianiserende bouwkundige onderdelen en vergezichten.
Hij schilderde behalve kleine kabinetstukjes, ook grote wanddecoraties, onder andere in opdracht van Willem III voor Huis Honselaarsdijk en voor jachtslot Soestdijk in samenwerking met Gerard de Lairesse, en voor het Loo.

## Ontsluiting van zijn werk
De grootste D'Hondecoeter-tentoonstelling tot nu toe werd gehouden in Berlijn in de Neue Nationalgalerie in 2010, waar als onderdeel van Willem de Rooij's installatie 'Intolerance' 18 werken werden getoond.
Op de tijdelijke tentoonstelling tijdens de zomer van 2017 in het kasteel d'Ursel in Hingene met als thema The Beauty of the Beast was het werk Vogels (olieverf op doek), in bruikleen van het Koninklijk Museum voor Schone Kunsten van Antwerpen, te zien.

## Lijst van schilderijen
| Titel                                                                                   | Datering    | Verblijfplaats                                           | Afbeelding |
| --------------------------------------------------------------------------------------- | ----------- | -------------------------------------------------------- | ---------- |
| Jachtstilleven buiten                                                                   | 1670        | Museum Bredius, Den Haag                                 |            |
| De Menagerie                                                                            | 1660 - 1695 | Rijksmuseum Amsterdam, Amsterdam                         |            |
| Een pelikaan en ander gevogelte bij een waterbassin (bekend als ‘Het drijvend veertje’) | 1680        | Rijksmuseum Amsterdam, Amsterdam                         |            |
| Een hen met pauwen en een kalkoen                                                       | 1680        | Rijksmuseum Amsterdam, Amsterdam                         |            |
| Dode vogels                                                                             | 1660 - 1665 | Rijksmuseum Amsterdam, Amsterdam                         |            |
| Jachtbuit                                                                               | 1660 - 1695 | Rijksmuseum Amsterdam, Amsterdam                         |            |
| Vogels op een balustrade                                                                | 1680 - 1690 | Rijksmuseum Amsterdam, Amsterdam                         |            |
| Jachtbuit met dode haas                                                                 | 1660-1695   | Rijksmuseum Amsterdam, Amsterdam                         |            |
| Vogels in een park                                                                      | 1686        | Rijksmuseum Amsterdam, Amsterdam                         |            |
| Eenden                                                                                  | 1675 - 1680 | Rijksmuseum Amsterdam, Amsterdam                         |            |
| Een hen met kuikens bedreigd door twee pauwen (bekend als ‘De bedreigde hen’)           | 1681        | Rijksmuseum Amsterdam, Amsterdam                         |            |
| Jachtbuit bij een ekster op een boomstronk, bekend als ‘De filosoferende ekster         | 1678        | Rijksmuseum Amsterdam, Amsterdam                         |            |
| Dieren en planten                                                                       | 1668        | Rijksmuseum Amsterdam, Amsterdam                         |            |
| Jacht bij een bordes                                                                    | 1678        | Rijksmuseum Amsterdam, Amsterdam                         |            |
| Hoenderhof                                                                              | 1660 - 1665 | Rijksmuseum Amsterdam, Amsterdam                         |            |
| Zeven kuikens                                                                           | 1665 - 1668 | Rijksmuseum Amsterdam, Amsterdam                         |            |
| Dode haan, hangend aan een spijker                                                      | 1670        | Mauritshuis, Den Haag                                    |            |
| Vogelconcert                                                                            | 1675-1695   | Museum Vleeshuis (Collectie Smidt-van Gelder), Antwerpen |            |
| Landschap met uitheemse dieren                                                          | 1690-1692   | Mauritshuis, Den Haag                                    |            |
| De raaf wordt beroofd van de veren waarmee hij zich had getooid                         | 1671        | Mauritshuis, Den Haag                                    |            |
| Kippen en eenden                                                                        | 1680        | Mauritshuis, Den Haag                                    |            |
| Ganzen en eenden                                                                        | 1680        | Mauritshuis, Den Haag                                    |            |